# Kouassi-N'Dawa
Kouassi-N’Dawa est une localité du nord-est de la Côte d'Ivoire et appartenant au département de Bondoukou, Région du Zanzan. La localité de Kouassi-N’Dawa est un chef-lieu de commune.